# 1620'erne
Århundreder: 16. århundrede – 17. århundrede – 18. århundrede
Årtier: 1570'erne 1580'erne 1590'erne 1600'erne 1610'erne – 1620'erne – 1630'erne 1640'erne 1650'erne 1660'erne 1670'erne
År: 1620 1621 1622 1623 1624 1625 1626 1627 1628 1629
Begivenheder
- Freden i Lübeck underskrives i maj 1629, hvilket afslutter Kejserkrigen, eller den danske deltagelse i Trediveårskrigen.

Personer